# Мироник Ганна Ярославівна
Ганна Ярославівна Мироник (нар. 1 листопада 1958, село Устя Снятинського району Станіславської області, тепер Івано-Франківської області — 29 жовтня 2021, село Устя Коломийського району Івано-Франківської області) — українська радянська діячка, доярка колгоспу імені Леніна Снятинського району Івано-Франківської області. Депутат Верховної Ради УРСР 11-го скликання.

## Біографія
Освіта середня.
З 1974 року — колгоспниця, з 1982 року — доярка колгоспу імені Леніна Снятинського району Івано-Франківської області.
Потім — на пенсії в селі Устя Снятинського (тепер — Коломийського) району Івано-Франківської області.

## Нагороди
- ордени
- медалі